# 계시

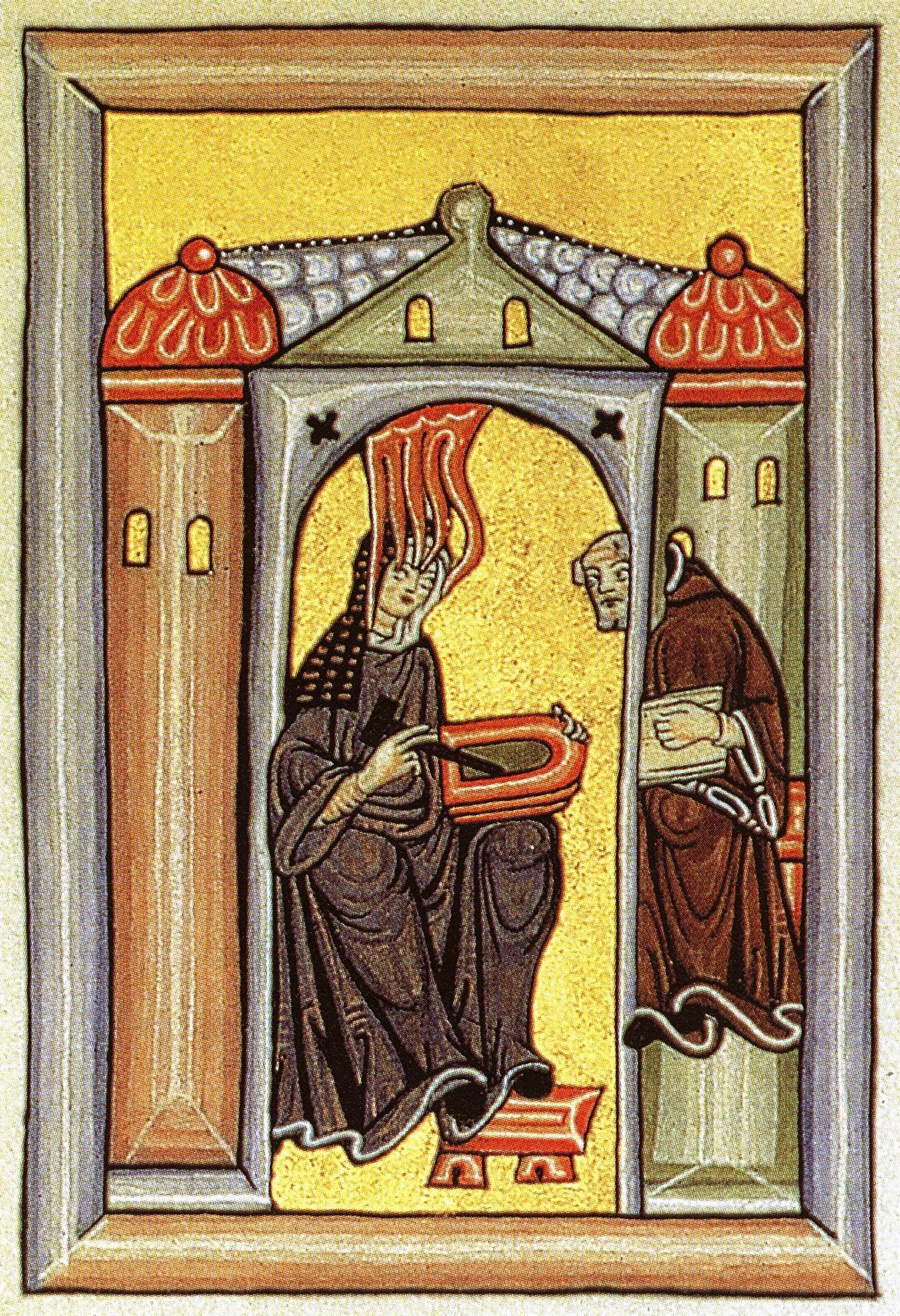

계시(啓示)는 어원적(語源的)으로는 '나타남' 또는 '드러남' 을 뜻하며 인간이 스스로 계시를 발견하는 것이 아니라 신에 의해서 수동적으로 신적지식을 받는것을 말한다. 로마 가톨릭 교회에서는 천계(天啓)라고 한다.
일반적으로는 우리들의 자연적인 경험이나 인식에는 없는 종교적 진리가 신 스스로 열어 보임으로써 인간에게 전달되는 것을 말한다. 본래의 의미로는 계시란 신이 자기를 인간에게 직접 인식시키는 일인데, 창조나 섭리 등의 객관적 수단으로 간접적으로 그 본성이 나타나는 경우는 이를 자연 계시라고 한다. 그러나 자연계시는 죄의 오염으로 이해의 한계를 갖는다. 항상 특별계시를 필요로 한다.
기독교에서의 계시는 독자적인 뜻이 부여되고 있다. 기독교는 예수 그리스도의 탄생, 십자가상의 죽음, 부활, 승천(昇天) 등의 사실에서 로고스가 수육하여 신의 의(義)와 사랑이 일차적으로 계시되고 죄가 구제되었다고 믿는다. 즉, 예수를 통해서만 계시가 행해지는 것으로, 오늘날에도 예수가 전하는 하느님의 말씀을 통해서 계시가 일어나는 것으로 믿고 이 기초 위에서 교리·의례·조직·제도가 성립된다.

## 계시의 구분
사전적 의미로는 신(神)과 같은 초월적 존재로부터 사람의 지혜로서는 알 수 없는 사실이나 진리를 전달받는 것을 총칭하지만 하느님이나 신(神)이 인간에게 자신을 드러내는 직.간접적인 모든 것을 나타내는 말로 널리 쓰이고 있다. 하나님의 계시 양식에 근거하여 자연적인가 아니면 초자연적인가에 따라 분류한다. 계시의 성격과 대상과 관련하여 구분하는데 일반계시와 특별계시가 있다.

### 자연계시와 초자연계시
자연계시란 인간의 구조와 자연 현상을 통하여 하나님의 임재가 전달된 계시이다. 초자연계시란 하나님께서 자연의 현상을 넘어 하나님의 특별한 목적을 보여주기 위해 초자연적인 방법을 사용하신 것이다. 하나님의 초자연적 간섭의 계시로 꿈이나 구전과 같은 자연적 방법을 사용함에 있어서도 초자연적 성격을 가진다. 그것은 말씀과 사실의 계시인데 여기서 말씀은 사실을 해명하고 사실은 말씀을 예증해 준다.

### 일반 계시와 특별 계시
신학적으로는 성경 내용을 기준하여, 한정된 조건에서 특정한 내용이 담긴 개별적 계시와 널리 선포될 내용이 담긴 보편적 계시로 구분하고 있으나, 계시의 형태와 특징을 기준할 때는 일반적 계시와 특별 계시로 분류하고 있다. 수많은 성경 구절에서 볼 수 있듯이 일반적 계시는 성경 로마서(1:20)의 선언처럼 자연과 같은 비언어적으로 모든 사람에게 드러내는 것을 말하며, 특별 계시는 창세기(15:4)를 비롯한 많은 구절에서 나타나고 있듯이 음성이나 기록물을 통하여 도덕적 영적인 요구에 적용되기 위해 하느님이 직접 혹은 대행자를 통하여 스스로를 드러내는 것을 말한다.

### 시대적 계시와 근원적 계시
한편 신성한 존재가 개입되는 상황을 기준하여, 계시를 시대적(혹은 섭리적) 계시와 근원적 계시로 분류하기도 한다. 시대적 계시란 문명이 발달함에 따라 과학적 사실이나 자연 질서, 그리고 우주현상에 대한 비밀이 밝혀지고 이에 따라서 인간의 의식세계가 새롭게 밝혀진 물질계나 현상계 그리고 우주론에 바탕을 두면서 진리가 첨단 문명의 지적 각성에 의존하게 되는 영적 위기를 해소하기 위하여 주어지는 것을 가리키고 있다. 시대적 계시는 이처럼 첨단 문명으로 나아가면서 인류가 영적 침체에 머물거나 퇴행을 겪는 한계에 이를 때, 지속적으로 하느님의 진리를 탐구하도록 신성한 존재들이 개입하는 것이기에 이러한 시대적 계시는 필요한 시기마다 항상 있었다고 말한다.
따라서 시대적 계시는 인류가 영적 한계에 이르렀을 때마다 나타나고 있으며, 인류가 탄생한 이후로 이러한 계시가 필요했던 영적 위기와 문명의 한계는 지금까지 5번 있었다고 한다. 그 첫 번째 위기와 계시는 원시인을 영적으로 개화시키기 위해 내려온 신성한 존재인 칼리카스티아와 그 일행들이었고, 2번째는 아담과 이브의 도착이었으며, 3번째는 멜기세덱이었고, 4번째는 예수였으며 5번째가 유란시아 책이라고 말하고 있다.
시대적 계시들이 한계 상황에서 일어나는 일정한 시대를 위한 계시인 반면, 근원적인 계시는 이러한 시대적 한계 상황이나 인류의 위기와 관계없이, 하느님이나 하늘 세계에 대한 의식을 확장할 수 있도록 늘 작용하는 원천적인 하느님의 개입을 말하며, 이러한 근원적 계시는 하나님의 분신으로서 모든 인간에게 이미 내재되어 있다고 말한다. 모든 사람의 몸 안에 하느님의 근원적인 계시로서 실제로 내재하고 있는 신성한 분신으로 인하여, 진리를 구하거나 하느님을 찾거나 신을 받드는 것처럼 어떤 초월적 존재와 이상을 추구하는 모든 생각과 행위가 지속될 수 있다고 한다.

## 같이 보기
- 일반계시
- 특별계시
- 자연계시
- 초자연계시
- 요한 묵시록